# خوروفاتس
خوروڤاتس ((بالأرمنية: խորոված)‏, ‎[χoɾoˈvɑt͡s]‏) هو لحوم مشوية من أرمينيا. وهو من أكثر الأطباق تمثيلاً للمطبخ الأرمني في المطاعم والتجمعات العائلية في أرمينيا وفي الشتات الأرمني

## التسمية
الكلمة "խորոված" تعني «مشوي» باللغة الأرمينية وهي مشتقة من الفعل "խորովել" khorovel وتعني «يشوي». كما يمكن لفظها «خوروفاك».

## الوصف
يتكوّن الخوروڤاتس التقليدي من قطع من اللحم المشوي على الأسياخ، وقد تستخدم قطع ستيك أواللحم المفروم بدون أسياخ. يقدم كتاب الطبخ الأرمني 2006 بعض الحقائق الشعبية عن تحضير مشويات خوروڤاتس:
1. يجب أن تكون المسافة بين الناس والأسياخ حوالي 12-15 سنتمتر (أي 6 إنشات)
2. يجب أن توضع القطع الأكبر حجماً في الوسط، حيث تتركز حرارة النار
3. يجب وضع الأسياخ (شامبور) قريبة من بعضها البعض لتركيز حرارة الطهي.

في أرمينيا، غالباً ما تشوى قطع اللحم والعظم لا زال فيها (كقطع لحم الضأن أو شرائح لحم الخنزير). أما في أرمينيا الغربية يتم طهي اللحم مع العظام ويسمى ذلك باللغة التركية شيش كباب. ومن ناحية أخرى تستخدم التسمية «كباب» في أرمينيا للفطائر التي على شكل نقانق المصنوعة من اللحم المفتروم والمشوي على أسياخ (لوش كباب). في أرمينيا اليوم، أكثر أنواع اللحوم استخداماُ في خوروڤاتس هو لحم الخنزير نظراً لأنه كان اقتصادياً في الحقبة السوفيتية. في الشتات، يفضّل الأرمن لحم الضأن أو البقر أو الدجاج.
أطلق الأجانب على شارع بورشيان في يريفان اسم «شارع المشويات» نظراً لكثرة المطاعم التي تقدم خوروڤاتس فيه.